# 薩拉波山
10°18′6″S 76°53′34″W / 10.30167°S 76.89278°W

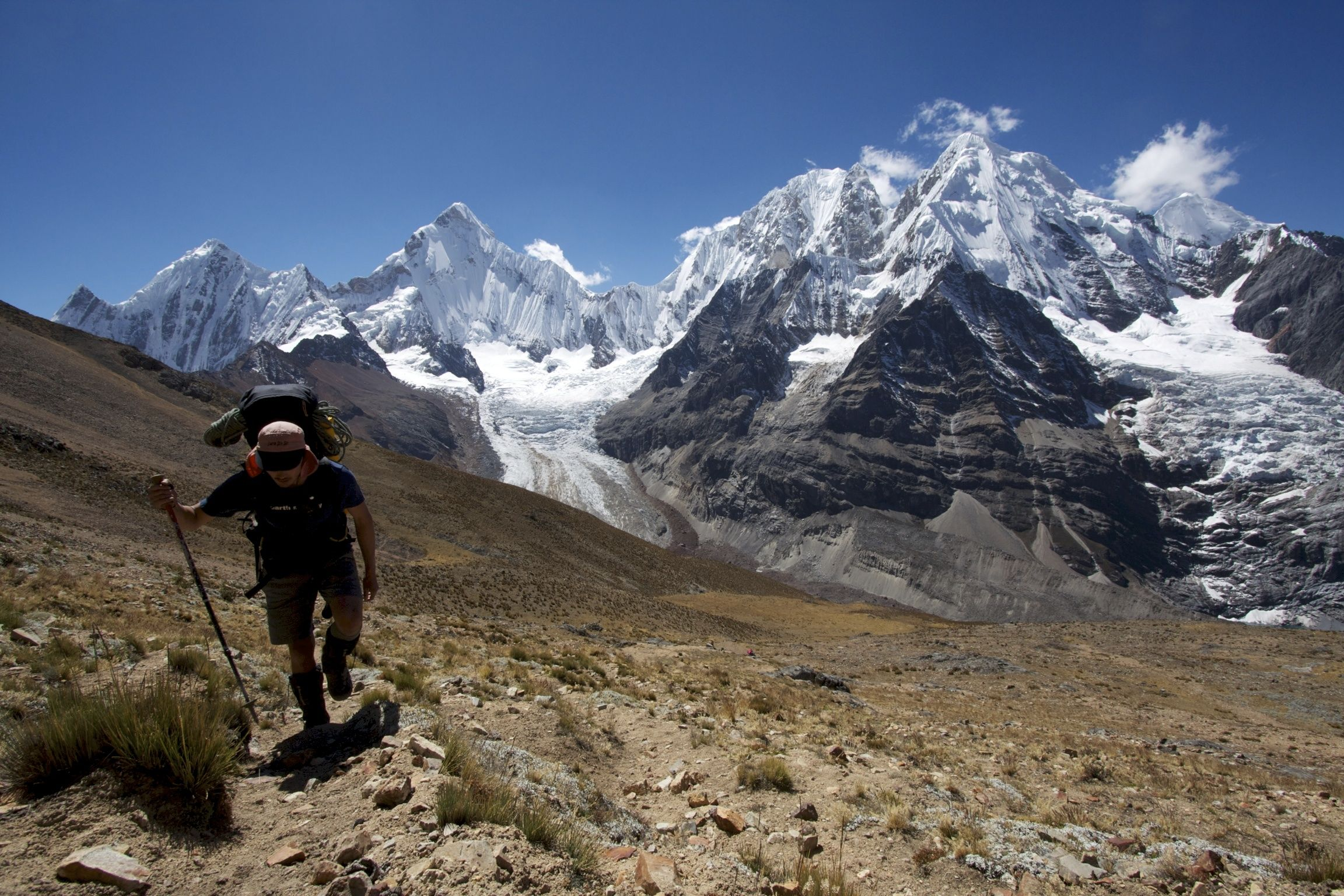

薩拉波山（Sarapo），是秘魯的山峰，位於該國中部勞里科查省和卡哈坦博省，處於耶魯帕哈峰和修拉格蘭德山以南、薩拉波科查湖以東，屬於安第斯山脈中瓦伊瓦什山脈的一部分，海拔高度6,127米。